# Nigel Worthington
Nigel Worthington (Ballymena, 4 november 1961) is een Noord-Iers voetbalcoach en voormalig voetballer, vooral bekend als linksachter van Sheffield Wednesday van 1984 tot 1994. Worthington kwalificeerde zich met het Noord-Iers voetbalelftal, waarvoor hij 66 interlands speelde, voor het WK 1986 in Mexico.

## Clubcarrière
Worthington speelde van 1984 tot 1994 voor Sheffield Wednesday. Vooraleer Worthington voor Sheffield Wednesday uitkwam, won hij in 1980/81 de Irish Cup met Ballymena United, de club uit zijn eigen regio. In 1981 vertrok hij voor £ 100.000,- naar Notts County. Hij bleef Notts County drie jaar trouw. In 1984 tekende hij voor £ 125.000,- een contract bij Sheffield Wednesday, waar hij de komende 10 jaar van zijn carrière zou doorbrengen. In 1991 won hij de League Cup door in de finale het Manchester United uit het vroege Ferguson-tijdperk een neus te zetten. John Sheridan scoorde het enige doelpunt van de finale. Worthington verloor daarnaast met Sheffield Wednesday de finale van de FA Cup in 1993. Arsenal won de FA Cup na het spelen van een spannende replay. Hij speelde beide wedstrijden. Eerder verloor hij de finale van de League Cup tegen datzelfde Arsenal. Worthington verliet Hillsborough in 1994, na 338 competitieduels, en had nog een laatste beproefde periode bij Leeds United, hoewel Worthington nooit uitgesproken basisspeler was. Coach Howard Wilkinson opteerde vaker voor Gary Kelly, een Ier, als linksachter. Met Leeds verloor Worthington in 1996 kansloos de finale van de League Cup van Aston Villa met 3–0. In 1998 stopte hij met voetballen, na periodes bij Stoke City en Blackpool.

## Interlandcarrière
Worthington debuteerde op 22 mei 1984 in het Noord-Iers voetbalelftal tegen Wales. Worthington maakte deel uit van de Noord-Ierse selectie op het wereldkampioenschap voetbal 1986, gehouden in Mexico en gewonnen door het Argentinië van Diego Maradona. Worthington maakte zijn opwachting in twee van drie groepswedstrijden op het eindtoernooi, tegen Algerije en Spanje. Noord-Ierland was meteen uitgeschakeld na de groepsfase.

## Erelijst als speler
| Competitie          |                  |                  |
| Competitie          | Aantal           | Jaren            |
| Ballymena United    | Ballymena United | Ballymena United |
| ------------------- | ---------------- | ---------------- |
| Irish Cup           | 1×               | 1980/81          |
| Sheffield Wednesday |                  |                  |
| League Cup          | 1×               | 1990/91          |

## Trainerscarrière
Worthington werd nog tijdens zijn actieve loopbaan actief als coach. Hij begon deze carrière reeds in 1997 als speler-trainer toen hij onder contract stond bij Blackpool.
Worthington was zes jaar lang coach van Norwich City, van 2000 tot 2006. In het seizoen 2004/05 trad hij als coach met de club aan in de Premier League. Van juni 2007 tot oktober 2011 was Worthington de bondscoach van Noord-Ierland, waarvoor hij zelf 66 interlands heeft gespeeld.
Worthington stapte op 10 oktober 2011 zelf af van zijn functie als bondscoach nadat hij Noord-Ierland niet naar Euro 2012 wist te loodsen.
Op 4 maart 2013 werd Worthington aangesteld als coach van York City, waar hij op 13 oktober 2014 zelf ontslag nam wegens tegenvallende resultaten.

## Erelijst als trainer
| Competitie                    |              |              |
| Competitie                    | Aantal       | Jaren        |
| Norwich City                  | Norwich City | Norwich City |
| ----------------------------- | ------------ | ------------ |
| First Division / Championship | 1×           | 2003/04      |